# Karolina Ostrowska
Karolina Ostrowska (ur. 17 czerwca 1997 roku) – polska piłkarka, występująca na pozycji obrońcy. Zawodniczka klubu KS AZS Wrocław. Na rozegranych w czerwcu 2013 roku Mistrzostwach Europy do lat 17 zdobyła wraz z reprezentacją Polski U-17 złote medale.